# GSグループ
GSグループ（GS그룹）は、2005年にLGグループから分離独立した韓国の大企業グループ（財閥）。創業者で前会長は許昌秀（ホ・チャンス）。GSは、LGのG同様、「金星」の朝鮮語ローマ字や、英語訳(GOLDSTAR)が由来。

## 傘下企業
- （株）GS（韓国取引所普通市場上場、証券コード:78930）　グループ持ち株会社
  - GSカルテックス（旧称・LGカルテックス精油） 石油精製でSKイノベーションに次ぐ2位、米シェブロン社との合弁
  - （株）GSリテール（旧称・LG流通） 最大手コンビニエンスストアGS25（旧称・LG25）、通信販売業などを運営
  - GSスポーツ（旧称・LGスポーツ） FCソウルを運営
  - GS建設（株）（韓国取引所普通市場上場、証券コード:6630、旧称・LG建設）　総合建設業、住宅分譲
  - GSパーク24（株） 日本のパーク24（株）との合弁会社。 時間貸し駐車場「GSタイムズ」を運営。

## スポーツとの関連
Kリーグ、FCソウルの親会社でGSスポーツが運営。2005年シーズンから経営権がLGグループからGSグループに移行された。